# 克拉拉·阿苏尔门迪
克拉拉·阿苏尔门迪（西班牙語：Clara Azurmendi，1998年5月4日—），西班牙女子羽毛球運動員。在青年期，她曾助国家青年队赢得欧青赛混團冠军（2015）。在欧洲赛事，曾二度入选欧团赛单打主力，助国家队赢得奖牌，最为出色的佳绩是女团铜牌（2016和2018）。同时，她也是首届欧运会女单季军得主（2015）。

## 簡歷
2014年8月，克拉拉·阿苏尔门迪代表西班牙參加中國南京舉行的夏季青年奧林匹克運動會羽毛球比賽。
2015年3月，克拉拉·阿苏尔门迪参加波蘭盧賓举办的歐洲青年羽毛球錦標賽，助国青队赢得团体冠军。同年6月，她代表西班牙参加阿塞拜疆首都巴庫举办的歐洲運動會羽毛球比賽，她被列为B组，在小组赛先后击败了葡萄牙的Sonia Goncalves以及塞尔维亚的米莉察·西米克，唯有输给了丹麦名将的萊恩·杰克斯菲德，以小组第二出线；在16強賽以2比0（21-18、21-14）击败了赛会8号种子、俄罗斯名将的娜塔莉亚·佩米诺娃；在半準決賽苦战三局以2比1（19-21、21-17、21-17）力克赛会头号种子、保加利亞的琳达·塞奇妮；在準決賽以1比2（21-16、19-21、13-21）不敌比利时名将的谭莲妮，赢得首届欧运会女子单打季军。
2016年2月，克拉拉·阿苏尔门迪参加俄羅斯喀山举办的歐洲女子羽毛球團體錦標賽，助球队赢得季军。同年8月，她出战保加利亞羽毛球公開賽，在女单决赛以2比0（26-24、21-11）击败了赛会5号种子、丹麦名将的茱莉·达瓦尔·雅各布森，赢得國際系列賽单打冠军，亦是她首个國際系列賽女单冠军。同年12月，她出战意大利羽毛球國際賽，在女单决赛以0比2（20-22、14-21）不敌赛会8号种子、瑞士名将的萨布丽娜·贾奎特，赢得亚军。同期12月，她出战土耳其羽毛球國際賽，在女单决赛以1比2（21-14、16-21、12-21）不敌赛会6号种子、东道主名将的杰姆雷·费拉，赢得亚军。
2017年1月，克拉拉·阿苏尔门迪出战瑞典羽毛球國際賽，在女单準决赛以0比2（6-21、18-21）不敌赛会头号种子、丹麦名将的米娅·布里西费尔特。同年5月，她出戰羅馬尼亞羽毛球國際賽，在女单决赛因赛会5号种子、丹麦的安妮·哈尔德提前弃赛，赢得首个未來系列賽单打冠军，亦是首个未來系列賽女单冠军。同年7月，她出战白夜羽毛球賽，在女单準决赛以1比2（15-21、21-14、10-21）不敌赛会2号种子、东道主名将的葉夫根尼婭·科澤茨卡亞。同年11月，她出战挪威羽毛球國際賽，在女单準决赛以1比2（21-16、21-23、15-21）不敌爱沙尼亚名将的克里斯汀·库巴。
2018年2月，克拉拉·阿苏尔门迪参加俄羅斯喀山举办的歐洲羽毛球女子團體錦標賽，助球队赢得女团季军。同年11月，她出战威爾斯羽毛球國際賽，在女单决赛以2比1（12-21、21-6、21-12）击败了赛会头号种子、荷兰名将的盖尔·马胡利特。
2019年4月，克拉拉·阿苏尔门迪出战荷蘭羽毛球國際賽，在女单决赛以0比2（19-21、14-21）不敌丹麦名将的萊恩·克里斯托弗森，赢得亚军。同年5月，她出战斯洛文尼亞羽毛球國際賽，在女单决赛以2比1（14-21、21-17、21-18）击败了丹麦名将的索菲·霍尔姆伯·达尔，赢得國際系列賽女单冠军。

## 主要比賽成績
只列出曾進入準決賽的國際賽事成績：
| 年份   | 賽事                       | 公開賽級別 | 項目     | 拍檔                | 成績   |
| ------ | -------------------------- | ---------- | -------- | ------------------- | ------ |
| 2015年 | 歐洲青年羽毛球錦標賽       | 其他       | 混合團體 | －                  | 冠軍   |
| 2015年 | 歐洲運動會羽毛球比賽       | 其他       | 女子單打 | －                  | 銅牌   |
| 2016年 | 歐洲女子羽毛球團體錦標賽   | 其他       | 女子團體 | －                  | 季軍   |
| 2016年 | 保加利亞羽毛球公開賽       | 國際系列賽 | 女子單打 | －                  | 冠軍   |
| 2016年 | 意大利羽毛球國際賽         | 國際挑戰賽 | 女子單打 | －                  | 亞軍   |
| 2016年 | 土耳其羽毛球國際賽         | 國際系列賽 | 女子單打 | －                  | 亞軍   |
| 2017年 | 瑞典羽毛球國際賽           | 國際系列賽 | 女子單打 | －                  | 準決賽 |
| 2017年 | 羅馬尼亞羽毛球國際賽       | 未來系列賽 | 女子單打 | －                  | 冠軍   |
| 2017年 | 白夜羽毛球賽               | 國際挑戰賽 | 女子單打 | －                  | 準決賽 |
| 2017年 | 挪威羽毛球國際賽           | 國際系列賽 | 女子單打 | －                  | 準決賽 |
| 2018年 | 歐洲羽毛球女子團體錦標賽   | 其他       | 女子團體 | －                  | 季軍   |
| 2018年 | 威爾斯羽毛球國際賽         | 國際系列賽 | 女子單打 | －                  | 冠軍   |
| 2019年 | 荷蘭羽毛球國際賽           | 國際系列賽 | 女子單打 | －                  | 亞軍   |
| 2019年 | 斯洛文尼亞羽毛球國際賽     | 國際系列賽 | 女子單打 | －                  | 冠軍   |
| 2019年 | 威爾斯羽毛球國際賽         | 國際系列賽 | 女子單打 | －                  | 冠軍   |
| 2021年 | 奧地利羽毛球公開賽         | 國際系列賽 | 女子單打 | －                  | 冠軍   |
| 2021年 | 奧地利羽毛球公開賽         | 國際系列賽 | 女子雙打 | 比阿特丽斯·科拉莱斯 | 準決賽 |
| 2021年 | 墨西哥羽毛球國際挑戰賽     | 國際挑戰賽 | 女子單打 | －                  | 亞軍   |
| 2021年 | 墨西哥羽毛球國際挑戰賽     | 國際挑戰賽 | 女子雙打 | 比阿特丽斯·科拉莱斯 | 冠軍   |
| 2022年 | 秘魯羽毛球國際賽           | 國際挑戰賽 | 女子單打 | －                  | 亞軍   |
| 2022年 | 加拿大羽毛球國際挑戰賽     | 國際挑戰賽 | 女子雙打 | 比阿特丽斯·科拉莱斯 | 亞軍   |
| 2024年 | 歐洲羽毛球男女子團體錦標賽 | 其他       | 女子團體 | －                  | 亞軍   |
| 2024年 | 墨西哥羽毛球國際挑戰賽     | 國際挑戰賽 | 女子單打 | －                  | 亞軍   |
| 2024年 | 荷蘭羽毛球公開賽           | 國際挑戰賽 | 女子單打 | －                  | 準決賽 |

| 2007-2017年 | 首要超級賽 | 超級賽 | 黃金大獎賽 | 大獎賽 | 國際挑戰賽 | 國際系列賽 | 未來系列賽 | 其他 |

| 2018-2026年 | 總決賽 | 超級1000賽 | 超級750賽 | 超級500賽 | 超級300賽 | 超級100賽 | 國際挑戰賽 | 國際系列賽 | 未來系列賽 | 其他 |

### 奧運會和世錦賽參賽紀錄
|          | 搭檔                | 2020       | 2021 | 2023 |
| -------- | ------------------- | ---------- | ---- | ---- |
| 女子單打 | －                  | 小組第二名 | 64強 | 64強 |
|          |                     |            |      |      |
| 女子雙打 | 比阿特丽斯·科拉莱斯 | －         | 32強 | －   |

## 主要對賽紀錄
克拉拉·阿苏尔门迪·莫雷诺與主要對手的對賽成績如下（只列出曾对阵交手记录，截至2019年6月27日）：

| 對手                  | 對賽次數 | 對賽結果 | 對賽結果 | 總計 |
| 對手                  | 對賽次數 | 勝       | 負       | 總計 |
| --------------------- | -------- | -------- | -------- | ---- |
| 伊琳娜·阿美莱·安德森  | 5        | 3        | 2        | +1   |
| 米娅·布里西费尔特     | 5        | 0        | 5        | -5   |
| 克谢尼娅·叶夫根诺娃   | 4        | 3        | 1        | +2   |
| 阿利耶·德米尔巴格     | 4        | 3        | 1        | +2   |
| 茱莉·达瓦尔·雅各布森  | 4        | 1        | 3        | -2   |
| 盖尔·马胡利特         | 3        | 3        | 0        | +3   |
| 阿纳斯塔西娅·塞梅诺娃 | 3        | 3        | 0        | +3   |
| 卡德·伊纳尔           | 3        | 3        | 0        | +3   |
| 纳塔利娅·科克·罗泽    | 3        | 2        | 1        | +1   |
| 萨伊利·拉内           | 3        | 2        | 1        | +1   |
| 叶夫根尼娅·科泽茨卡亚 | 3        | 1        | 2        | -1   |
| 萨布丽娜·贾奎特       | 3        | 0        | 3        | -3   |
| 索菲·霍尔姆伯·达尔    | 2        | 2        | 0        | +2   |
| 伊本·伯格斯坦         | 2        | 2        | 0        | +2   |
| 玛丽亚·米特索娃       | 2        | 2        | 0        | +2   |
| 奥兹格·巴伊拉克       | 2        | 2        | 0        | +2   |
| 秦金晶                | 2        | 1        | 1        | 0    |
| 琳达·塞奇妮           | 2        | 1        | 1        | 0    |